# Fasciola gigantica
Fasciola gigantica är en plattmaskart. Fasciola gigantica ingår i släktet Fasciola och familjen Fasciolidae. Inga underarter finns listade i Catalogue of Life.

## Bildgalleri

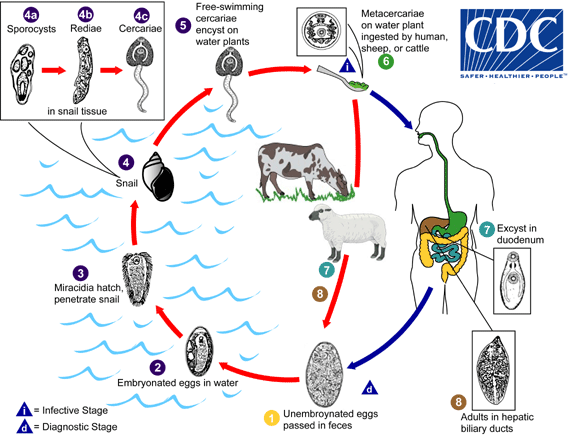